# Леонидов, Борис Леонидович
Борис Леонидович Леонидов (4 января 1892, Хорол, Полтавская губерния — 23 июня 1958) — советский писатель, сценарист, театральный драматург.

## Биография
Окончил Высшие военно-академические курсы. Был штатным сценаристом кинофабрики «Госкино», заведовал литературной частью 1-й Госкинофабрики. Принимал участие в деятельности Ассоциации революционной кинематографии (АРК), организовал в 1925 году сценическую мастерскую.
Автор сценариев украинских фильмов: «Мир хижинам, война дворцам» (в соавторстве с Л. Никулиным), «В помощь Красному Харькову» (1919), «Еврейское счастье» (1925). В последние годы жизни работал в области театральной драматургии.
Награждён орденом Трудового Красного Знамени, медалями.
Был членом Союза писателей России.